# Wu Ming 2
Wu Ming 2, pseudonimo di Giovanni Cattabriga (Bologna, 1974), è uno scrittore italiano, membro del collettivo Wu Ming.
Oltre alle opere scritte a più mani (uscite a nome Luther Blissett o Wu Ming) ha firmato come autore solista i romanzi Guerra agli umani, Il sentiero degli dei, Timira (scritto con Antar Mohamed) e Il sentiero luminoso.

## Biografia
Secondo una prassi del collettivo Wu Ming, anche Wu Ming 2 ha scelto di condividere col pubblico informazioni sulla sua storia personale solo qualora ciò sia ritenuto utile e significativo, in polemica con la sovraesposizione mediatica cui (secondo il collettivo) indulge una parte del mondo letterario. Posizione ribadita da Wu Ming più volte:

## Opere

### Opere collettive
Con Luther Blissett/Wu Ming
Ha partecipato alla stesura di Q (firmato Luther Blissett) e di tutte le opere attribuite al collettivo Wu Ming, tranne Previsioni del tempo e Grand River.
Inoltre ha curato e condotto svariati esperimenti di scrittura collettiva, in particolare con operai metalmeccanici (Meccanoscritto, Roma, Alegre, 2017. ISBN 978-88-9884-162-2), gruppi di attivisti (GODIImenti. Abbecedario di resistenza alle Grandi Opere Dannose Inutili e Imposte e GENomi antifuffa. 5 storie per dubitare dei grandi eventi nutrienti), studenti e richiedenti asilo (con l'associazione Eks&Tra presso l'Università di Bologna), internauti (Ti chiamerò Russell, Bacchilega 2003, ISBN 888877503X; Il sorriso del presidente).

### Opere soliste
- Guerra agli umani, Torino, Einaudi, 2004. ISBN 88-06-16812-6.
- La Ballata del Corazza, disegni di Onofrio Catacchio, Scandiano, Edizioni BD, 2005. ISBN 88-87658-83-8.
- Il sentiero degli dei, Portogruaro, Ediciclo editore, 2010; Milano, Feltrinelli, 2021 (edizione aumentata), ISBN 9788807492914
- Timira. Romanzo meticcio, con Antar Mohamed, Torino, Einaudi, 2012. ISBN 978-88-06-20592-8.
- Utile per iscopo? La funzione del romanzo storico in una società di retromaniaci, Rimini, Guaraldi, 2014. ISBN 978-88-8049-967-1.
- Il sentiero luminoso, Portogruaro, Ediciclo editore, 2016. ISBN 978-88-654-9165-2.
- La battaglia della merda, illustrazioni di Giuseppe Palumbo, Bologna, Minerva, 2020. ISBN 978-88-3324-260-6.
- Veglione rosso. L'alba di una notte durata vent'anni, Rimini, Panozzo, 2022. ISBN 978-88-7472-454-3.

### Curatele
- La Via del sentiero. Un'antologia per camminatori, Edizioni dei Cammini, 2017. ISBN 978-88-9924-025-7.
- Bologna. Deviazioni inedite raccontate dagli abitanti, Portogruaro, Ediciclo editore, 2022. ISBN 9788865494264.

### Audiolibri
- Pontiac. Storia di una rivolta, disegni di Giuseppe Camuncoli e Stefano Landini, con CD, Reggio Emilia, Vincent Books, 2010. ISBN 978-88-904980-0-8 (testi e voce di Wu Ming 2. Musiche di Egle Sommacal, Paul Pieretto, Stefano Pilia, Federico Oppi. Illustrato da Giuseppe Camuncoli e Stefano Landini).
- Basta uno sparo. Storia di un partigiano italo-somalo nella resistenza italiana, con CD, Massa, Transeuropa, 2010. ISBN 978-88-7580-099-4 (testi e voce di Wu Ming 2. Musiche di Egle Sommacal, Paul Pieretto, Stefano Pilia, Federico Oppi).

## Discografia

### Con il Wu Ming Contingent
- Bioscop, Woodworm, 2014
- Schegge di Shrapnel, Woodworm, 2016

## Filmografia
- Formato ridotto, Kiné, 2012; autore, sceneggiatore e voce narrante dell'episodio 51[7]
- L'uomo con la lanterna, Kiné, 2018; sceneggiatore con Francesca Lixi
- Il varco,  Kiné, 2019; sceneggiatore con Federico Ferrone e Michele Manzolini
- La generazione perduta, MIR, 2022; sceneggiatore con Marco Turco

## Teatro
Ha scritto e interpretato numerosi spettacoli di lettura musicata, reading concerti e melologhi. Tra questi:
- Razza Partigiana, con Egle Sommacal, Paul Pieretto, Stefano Pilia, Federico Oppi (2008-2019)
- Surgelati, con la Contradamerla (2013-2019)
- L'alfabeto delle orme, con i Frida X (2014-2015)
- La terapia del fulmine, con il Wu Ming Contingent (2018-2019)

Wu Ming 2 è autore del testo, voce narrante e attore nello spettacolo di circo, musica, illusionismo e letteratura:
- Uomo calamita, con Giacomo Costantini e Fabrizio Baioni (2019-2023)